# Eve Best
Eve Best (Londen, 31 juli 1971) is een Britse actrice.

## Carrière
Best studeerde aan Lincoln College, een van de colleges van de universiteit van Oxford. Haar professioneel debuut maakte ze in het theater met Much Ado About Nothing. Vanaf 2000 speelde ze een reeks gastrollen in televisieseries, onder meer in The Bill, Casualty, Waking the Dead en Inspector Lynley Mysteries. Vanaf 2009 speelt ze "Dr. Eleanor O'Hara " in de Amerikaanse ziekenhuisserie Nurse Jackie.
In 2010 was ze te zien als Wallis Simpson in The King's Speech van Tom Hooper.

## Filmografie
- The Bill (2000) – Anne
- Casualty (2000) – Amber Hope
- The Infinite Worlds of H.G. Wells (2001) – Ellen McGillvray
- Shackleton (2002) – Eleanor Shackleton
- The Lodge (2004) – Yuni
- Waking the Dead (2004) – Natasha Bloom
- Lie with Me (2004) – Roselyn Tyler
- Inspector Lynley Mysteries (2005) – Amanda Gibson
- Vital Signs (2006) – Sarah Cartwright
- Prime Suspect: The Final Act (2006) – Linda Philips
- Nurse Jackie (2009-2015) – Dr. Eleanor O'Hara
- The American Experience (2010) – Dolley Madison
- The King's Speech (2010) – Wallis Simpson
- The Shadow Line (2011) – Petra Mayler
- Up All Night (2012) – Yvonne Encanto
- Much Ado About Nothing (2012) – Beatrice
- Someone You Love (2014) – Kate
- The Honourable Woman (2014) – Monica Chatwin
- Life in Squares (2015) – Vanessa Bell
- Lucky Man (2016-2017) – Anna Clayton
- A Woman of No Importance (2018) – Mrs. Arbuthnot
- Fate: The Winx Saga (2021) – Farah Dowling
- House of the Dragon (2022-2024) - Prinses Rhaenys Targaryen
- The Crown (2023) - Carole Middleton

## Theater
- 2014 Cleopatra in Antony en Cleopatra in Shakespeare's Globe.

- Biblioteca Nacional de España: XX5090250
- Gemeinsame Normdatei: 1018977473
- International Standard Name Identifier: 0000 0001 2031 0063
- Library of Congress Control Number: no2010039394
- Nationale Bibliotheek van Israël: 987007327821905171
- Nederlandse Thesaurus van Auteursnamen: 298138190
- Système universitaire de documentation: 166223441
- Virtual International Authority File: 95123305
- WorldCat: E39PBJkD7tPFmhWcbyWd6FKPQq